# Michel de Ghelderode
Michel de Ghelderode (* 3. April 1898 in Ixelles/Elsene; † 1. April 1962 in Schaarbeek; eigentlich Adémar Adolphe-Louis Martens) war ein frankophoner Autor belgisch-flämischer Abstammung. Seine Werke werden dem Absurden Theater zugerechnet.

## Biographie
Geboren am 3. April 1898 in Ixelles (Belgien) als Sohn von Jeanne-Marie Rans und Henri-Alphonse Martens. Obwohl seine aus dem Brüsseler Raum stammende Familie flämisch war, genoss er eine ausschließlich französischsprachige Schulbildung, die sozialen Aufstieg versprach. Von seinem strengen Vater, der Archivar war, erbte er die Liebe zur Geschichte. Eine mit 16 Jahren nur knapp überstandene Typhuserkrankung beeinflusste seine Berufswahl und sollte auch für das spätere Werk Folgen haben.
Er begann am Brüsseler Conservatorium ein Bratschenstudium, das er aber rasch wieder aufgab. Ab 1917 arbeitete er journalistisch, ab 1918 benutzt er das Pseudonym Michel de Ghelderode, das er ab 1930 auch offiziell als Namen führte. Von 1919 bis 1921 leistete er seinen Militärdienst bei der Marine. 1923 wurde er mit dem Preis der Zeitschrift la Renaissance d'Occident für sein Stück Oude Piet (nicht ins Deutsche übersetzt) ausgezeichnet und begann eine Verwaltungstätigkeit in der Gemeindeverwaltung von Schaerbeek. 1924 heiratete er standesamtlich Jeanne-Françoise Gérard.
Bis 1930 schrieb und inszenierte Ghelderode immer wieder Marionettentheaterstücke, ab 1925 arbeitete er auch sehr erfolgreich für das Schauspiel. Fruchtbare Schaffensphasen wechselten mit kreativen Krisen und Jahren schwerer Krankheiten. 1926 entstand u. a. das interessante Stück la Mort du docteur Faust, in dem ein munteres Spiel mit Identitäten getrieben wird, das spätere literarische Entwicklungen vorwegnimmt. Im Jahr 1934 entstanden einige Hauptwerke: Masques ostendais, Sortie de l'acteur, Sire Hallewyn, La Balade du Grand Macabre, Mademoiselle Jaïre.
Ab 1939 schrieb er fast nur noch für das Radio und Prosatexte. Zwischen 1941 und 1943 trug Ghelderode von ihm verfasste Glossen im Radio der deutschen Besatzer vor, was ihm nach der Befreiung vorgeworfen wurde und zu seiner vorzeitigen Pensionierung beitrug. In den fünfziger Jahren kam es in Frankreich zu einer Renaissance seines Werkes. Dennoch starb Ghelderode vereinsamt und verbittert am 1. April 1962. Seine geplante Nominierung für den Literaturnobelpreis erlebte er nicht mehr.

## Werk
Obwohl seine Werke in Sachen Qualität und Radikalität nicht hinter denen Arthur Adamovs, Samuel Becketts, Jean Genets, Eugène Ionescos und Alfred Jarrys zurückstehen, sind sie doch weit weniger bekannt. Im Werk Ghelderodes schlägt seine Liebe zum historischen Mittelalter und zur Renaissance oft in der Wahl seiner Sujets und in den teils Mysterienspielen und der Commedia dell’arte entlehnten Figuren durch. Immer wieder werden Todesmotive aufgegriffen. In der häufigen Beschäftigung mit dem Spiel um Persönlichkeiten und Identitäten liegt eine Verwandtschaft zum Schaffen des Zeitgenossen Luigi Pirandello.
Nur ein kleiner Teil des Œuvres ist ins Deutsche übersetzt, selbst antiquarisch sind Ausgaben nur schwer zu beschaffen. Oft sind die Übersetzungen zudem von unzureichender Qualität. Gewisser Beliebtheit auf deutschsprachigen Bühnen erfreut sich allein Ghelderodes bekanntestes Werk, Der Bummel des großen Makabren (La Balade du Grand Macabre), das auch Vorlage für die erfolgreiche moderne Oper Le Grand Macabre György Ligetis ist.
Michel de Ghelderode schrieb nicht nur Theaterstücke, sondern auch Marionettenspiele, Lyrik, Prosa und Musik. Es ist ebenfalls eine beachtliche Zahl an Hörspielen (nur teilweise realisiert) überliefert.

## Ins Deutsche übersetzte Werke und Ausgaben
- Michel de Ghelderode: Theater. Luchterhand, Neuwied 1963, DNB 451539141.
  - Ausgeburten der Hölle (Fastes d'Enfer ). übersetzt von Fritz Montfort. S. 85–123.
  - Die Ballade vom grossen Makabren (La Balade du Grand Macabre). übersetzt von Leopold Voelker. S. 5–84.
  - Escorial. übersetzt von Fritz Montfort. S. 125–138.
  - Die Greise (Vieillards). übersetzt von Wilfried Schröpfer. S. 219–227.
  - Pantagleize. übersetzt von Fritz Montfort. S. 139–227.
- Absurdes Theater. dtv, München 1966, DNB 364706627.
- Manfred Nöbel (Hrsg.): Stücke für Puppentheater 1900–1945. Henschelverlag, Berlin 1974, DNB 200067672.
- Michel de Ghelderode: Eine Abenddämmerung. Aus dem Französischen von Andreas Fliedner. In: Fuge. Journal für Religion und Moderne. Band 5: Verwandlung. Epiphanie I. Ferdinand Schöningh, Paderborn 2009, ISBN 978-3-506-76865-0, S. 111–117. (Übersetzung der Erzählung Un crépuscule aus: Michel de Ghelderode: Sortilèges. L'Essor, Paris/Brüssel 1941).